# راگبی لیگ مود
راگبی لیگ مود (به انگلیسی: Mod league) زیرشاخه‌ای از دسته ورزش‌های راگبی است. پیدایش این ورزش به استرالیا بازمی‌گردد. این ورزش مانند مینی فوتی توسط لیگ راگبی استرالیا ابداع شد و مخصوص کودکان است تا آن‌ها را با قوانین راگبی اصلی آشنا و علاقه‌مند کند.